# Bathyaulax dubiosus
Bathyaulax dubiosus är en stekelart som beskrevs av Szepligeti 1911. Bathyaulax dubiosus ingår i släktet Bathyaulax och familjen bracksteklar. Inga underarter finns listade.